# Kunětice
Kunětice település Csehországban, a Pardubicei járásban. Kunětice Němčice, Pardubice, Sezemice, Ráby és Staré Hradiště településekkel határos. Lakosainak száma 447 fő (2024. január 1.).

## Népesség
A település lakosságának változását az alábbi diagram mutatja:
| Lakosok száma | 388  | 361  | 299  | 315  | 237  | 270  | 319  | 328  | 345  | 447  |
|               | 1869 | 1900 | 1921 | 1961 | 1980 | 2011 | 2016 | 2019 | 2021 | 2024 |